# Salakati
Salakati es una localidad de la India en el distrito de Kokrajhar, estado de Assam.

## Geografía
Se encuentra a una altitud de 59 m s. n. m. a 211 km de la capital estatal, Dispur, en la zona horaria UTC +5:30.

## Demografía
Según estimación 2010 contaba con una población de 7 656 habitantes.